# Aulus Didius Gallus
Aulus Didius Gallus est un général et homme politique romain du Ier siècle. Il a été gouverneur de la province romaine de Britannia de l'an 52 à 57.

## Biographie
Aulus Didius Gallus est questeur sous le règne de Tibère. Il sert également comme légat du proconsul de la province romaine d'Asie, ainsi que comme proconsul de la province de Sicile. De 38 à 49, il est curator aquarum, et devient consul en 39.
En 52, à la mort de Publius Ostorius Scapula, il est nommé gouverneur de Bretagne, alors en proie à plusieurs rébellions. Lors de son règne, Didius doit s'occuper de mater ces dernières plutôt que d'étendre l'Empire romain. Il construit ainsi des routes et des fortifications aux frontières, notamment celles d'Usk, afin de contenir les barbares.
Après 5 ans, il est remplacé par Quintus Veranius.